# 宮本武蔵シリーズ (内田吐夢監督作品)
『宮本武蔵』シリーズ（みやもとむさしシリーズ）は、東映が吉川英治の小説『宮本武蔵』を中村錦之助（萬屋錦之介）主演・内田吐夢監督で、1961年から1965年にかけて、年1本のペースで全五部を製作した時代劇シリーズ。東映京都撮影所製作。
戦前から何度も映画化されている『宮本武蔵』を内田が完全映画化した。内田の激しく重厚なタッチが全編を貫き、数ある宮本武蔵ものの決定版などと称される。また宮本武蔵を演じた錦之助が、キャリアを全てぶつける熱演を見せた。
1961年2月に37歳の若さで東映京都撮影所（以下、東映京都）所長に就任した岡田茂が、錦之助・内田のコンビによる1年1作のシリーズものとして企画した。第1作の製作発表の際に「一年一作、五部完結」とキャッチ・フレーズを謳い、5作いずれも大ヒットした。沢島忠は「このような映画作りは世界でも例がない。戦後時代劇の頂点を極めた五部作」と評している。

## シリーズ作品
- 第1作『宮本武蔵』（1961年5月27日公開）
- 第2作『宮本武蔵 般若坂の決斗』（1962年11月17日公開）
- 第3作『宮本武蔵 二刀流開眼』（1963年8月14日公開）
- 第4作『宮本武蔵 一乗寺の決斗』（1964年1月1日公開）
- 第5作『宮本武蔵 巌流島の決斗』（1965年9月4日公開）

## 製作

### キャスティング
中村錦之助（萬屋錦之介）は、シリーズの5年の間に出演した作品の演技により、多くの映画賞を受賞し、ジャリ相手の年少スターから目覚ましい成長を遂げ、日本を代表する演技者となり、ライバル視された大川橋蔵に大きく水をあけた。
五部作を通じてお通を演じた入江若葉は、芸能界の表裏を知り尽くした母・入江たか子の配慮で"花嫁修業コース"を歩んでいたが、文化学院高等科2年のとき、"お通"女優を探していた内田監督の強引な説得により、お通役を1本だけの約束で女優デビューし、そのまま全五部作でお通を演じた。東映との正式な専属契約は1963年6月。

## 影響
第1作が製作された1961年は、第二東映の失敗で東映内がゴタゴタし、岡田茂が1962年10月に東映東京撮影所所長に転任となったが、本シリーズは予定通りその後も1年1作のペースで製作は続いた。しかし収益の柱だった時代劇映画の不振が続き、1964年の東映映画部門は2億円の赤字を出しどん底状態に陥った。岡田が1964年2月に再び東映京都所長に就任すると時代劇から任侠路線の切り換えを決断、映画での時代劇製作の終了を決め、時代劇は徐々にテレビにシフトさせた。1965年の時代劇映画は大半製作を中止したが、本シリーズは岡田の企画でもあり、第5作『宮本武蔵 巌流島の決斗』は、製作費を減らした上で製作を決め、当初の予定通り五部作として完結した。
東映京都所長に復帰した岡田は、仲の良い錦之介と鶴田浩二を中心に東映京都の再建を考えていたが、錦之介はヤクザ映画を嫌い、組合問題などもあって、東映を退社した。また岡田は、市川右太衛門などのベテランスター、内田や田坂具隆、伊藤大輔といったベテラン監督を以降起用しない方針を決め、間もなく内田も東映を去った。内田はその後、本シリーズの番外編とも呼ばれる『真剣勝負』を東宝で撮り、これが遺作となった（没後の1971年公開）。

## テレビ放映
1980年1月2日に東京12チャンネル（現：テレビ東京）で、本作を含む中村版『宮本武蔵』全作を放送した。これが翌1981年から2016年まで放送された『12時間超ワイドドラマ→新世紀ワイド時代劇→新春ワイド時代劇→新春時代劇』へとつながる。なお、その1981年放送の同ドラマ第1作は、萬屋錦之介主演の『それからの武蔵』であったため、2年連続して錦之介主演の宮本武蔵ものの放送となった。翌1982年は同じく錦之介主演『竜馬がゆく』だったため、3年連続して錦之介主演作の放送となった。
また、1980年末の東京12チャンネルでは、先述の『それからの武蔵』の宣伝を兼ね、中村版『宮本武蔵』全作を12月2日から同月30日まで5回にわたって、『火曜ロードショー』（火曜20:00 - 21:54）を19:33開始に拡大して放送した。このため1980年の東京12チャンネルでは、『宮本武蔵』映画が延べ10本も放送されることになった。